# Hermonassa lama
Hermonassa lama là một loài bướm đêm trong họ Noctuidae.